# LEO Clube Cerro Largo
LEO Clube Cerro Largo é um clube de serviço juvenil localizado no município de Cerro Largo, no estado do Rio Grande do Sul, Brasil. Fundado em 10 de dezembro de 2005, o clube é parte do programa juvenil do Lions Clubs International, sendo patrocinado pelo Lions Clube Cerro Largo e fazendo parte do Distrito LEO L D-4, vinculado ao Distrito Múltiplo LEO LD da Região Sul do Brasil e está oficialmente registrado no site do Lions Clube International. Campanhas já realizadas pelo clube foram reconhecidas no site oficial do Lions.
O clube é composto por jovens voluntários com idade até 30 anos, que atuam em prol da comunidade local por meio de projetos sociais, campanhas solidárias, atividades educativas, ambientais e de saúde. A sigla LEO significa Liderança, Experiência e Oportunidade, refletindo os princípios fundamentais do movimento.

## História
O LEO Clube Cerro Largo foi fundado com o objetivo de engajar a juventude da cidade em ações voluntárias e no desenvolvimento comunitário. Desde a sua criação, o clube tem se destacado pela realização de projetos sociais em escolas, campanhas de arrecadação de alimentos, iniciativas ambientais e apoio a instituições carentes. Suas atividades incluem também campanhas de saúde preventiva e parcerias com instituições públicas e privadas para atendimento às necessidades locais.

## Estrutura e Funcionamento
O clube é presidido por um jovem eleito anualmente pelos associados e segue um calendário de reuniões, projetos e eventos, em conformidade com as diretrizes do movimento LEO. A cada gestão, é definido um lema ou tema que orienta as ações do clube, incentivando o protagonismo juvenil, a liderança e o trabalho em equipe. As reuniões do clube acontecem no Parque Municipal de Exposições Elemar Kuhn, local que serve como ponto de encontro para planejamento e alinhamento das atividades.
O LEO Clube Cerro Largo está inserido no Distrito LEO L D-4, parte do Distrito Múltiplo LEO LD, que abrange a região sul do Brasil. No contexto organizacional do movimento LEO, os clubes são agrupados em distritos, que por sua vez compõem distritos múltiplos. Essa estrutura hierárquica funciona de forma semelhante à divisão geográfica: os distritos múltiplos equivalem a grandes regiões, como a Região Sul; os distritos representam estados ou porções deles; e os clubes correspondem a municípios.
A nomeação dos distritos segue uma ordem cronológica de fundação. A sigla “LD” no nome do distrito múltiplo representa a Região Sul do Brasil (a letra “L” identifica o Brasil e a letra “D” corresponde à região sul dentro do sistema do Lions Clubs International). O número que acompanha, como no caso do Distrito LEO L D-4, indica sua ordem de criação dentro do Distrito Múltiplo LD.
As mudanças ou criações de distritos só ocorrem mediante aprovação em convenções distritais, com validação do Lions Clubs International, garantindo assim que os clubes LEO mantenham sua organização e atuação alinhadas às diretrizes do movimento.

## Notoriedade e atuação
O clube faz parte de uma das maiores organizações juvenis de voluntariado do mundo, com mais de 6.500 clubes ativos em 140 países, conforme dados do próprio Lions Clubs International. No contexto regional, o LEO Clube Cerro Largo se destaca pela continuidade de suas ações ao longo de quase duas décadas e pela presença em campanhas em parceria com escolas, hospitais e órgãos de segurança pública. Recentemente, o clube foi destaque em uma reportagem sobre uma campanha de entrega de melhorias ao hospital local, fortalecendo ainda mais seu compromisso com a comunidade.

## Lista de Presidentes
| Ano Leonístico (AL) | Presidente                   | Foto | Vice-presidente                             | Lema                                          | Logo da Gestão |
| ------------------- | ---------------------------- | ---- | ------------------------------------------- | --------------------------------------------- | -------------- |
| 2016/2017           | Diogo Rafael Fava Hamerski   |      |                                             |                                               |                |
| 2017/2018           | Letícia Tamie Oda            |      |                                             |                                               |                |
| 2018/2019           | Andréia Monique Lermen       |      |                                             |                                               |                |
| 2019/2020           | Menara Inês Uroda            |      | Anerosali Spohr                             | Amizade e companheirismo espalhando o Leoismo |                |
| 2020/2021           | Anerosali Spohr              |      | Jady de Oliveira Sausen                     | Juntos trabalhamos por um futuro melhor       |                |
| 2021/2022           | Dionathan Magayver Sperandio |      |                                             |                                               |                |
| 2022/2023           | Gabriela Sutil de Oliveira   |      | José Renan Corrêa Petri                     | A magia do servir                             |                |
| 2023/2024           | José Renan Corrêa Petri      |      | Ana Carolina Mumbach                        | O desafio do servir                           |                |
| 2024/2025           | Nicole Hamerski Hentges      |      | Ana Carolina MumbachWillian Matias Pazdiora | Liderar para transformar                      |                |
| 2025/2026           | Willian Matias Pazdiora      |      | Juliane dos Santos Martins                  | Voluntariado que se expande                   |                |